# Narosodes rufocostalis
Narosodes rufocostalis là một loài bướm đêm thuộc phân họ Arctiinae, họ Erebidae.